# رجل العنزة تينية الشكل
رجل العنزة تينية الشكل (الاسم العلمي:Aegopodium carum) هو نوع غير مؤكد من النباتات يتبع جنس رجل العنزة من الفصيلة الخيمية.